# Litsea elmeri
Litsea elmeri är en lagerväxtart som beskrevs av Elmer Drew Merrill. Litsea elmeri ingår i släktet Litsea och familjen lagerväxter. Inga underarter finns listade i Catalogue of Life.